# Le Dernier Voyage (film, 2007)
 (octobre 2021).
Si vous disposez d'ouvrages ou d'articles de référence ou si vous connaissez des sites web de qualité traitant du thème abordé ici, merci de compléter l'article en donnant les références utiles à sa vérifiabilité et en les liant à la section « Notes et références ».
Pour les articles homonymes, voir Le Dernier Voyage.
Le Dernier Voyage est un court métrage policier réalisé par Frédéric Duvin présenté en 2007.

## Synopsis
Menant une existence paisible dans une petite ville du sud de la France, Blanchard partage son temps entre sa vie conjugale et ses fonctions à la brigade de gendarmerie. Le jour où Rivière, un ami d’enfance, s’évade de prison et vient le trouver pour lui demander de l’aide, c’est tout l’équilibre de Blanchard qui est bousculé. Les deux hommes prennent alors la route pour un voyage dont l’enjeu est de passer la frontière espagnole.

## Fiche technique
- Réalisateur : Frédéric Duvin
- Scénariste : Frédéric Duvin
- Producteur : Philippe Aussel
- Chef opérateur image : Mathias Touzeris
- Chef opérateur son : Olivier Calvat
- Chef monteur : Philippe Aussel
- Musique : Fabien Polair
- Production : le-lokal production,  France
- Couleur : couleur
- Format de projection : 2,35 : 1
- Format de production : HD cam
- Tourné en :  France
- Langue : français
- Durée : 26 minutes
- Genre : policier

## Distribution
- Éric Savin : Blanchard
- Gérald Laroche : Rivière
- Claude Sanchez : Catherine

## Sélection
- Festival du film policier de Cognac 2007